# Орден королеви Єлени
Орден Королеви Єлени (хорв. Velered kraljice Jelene), повна назва — «Великий Орден Королеви Олени зі стрічкою та Великою Даницею» (хорв. Velered kraljice Jelene s lentom i Danicom) — друга за рангом державна нагорода Республіки Хорватія після Ордена Короля Томислава.

## Положення про орден
Вручається державним чиновникам високого рангу, закордонним офіційним особам і вищим військовим чиновникам за внесок у міжнародну репутацію і статус Республіки Хорватія, винятковий внесок у незалежність, цілісність і розвиток Республіки Хорватія, сприяння розвитку відносин між Хорватією і хорватським народом і іншими країнами і народами, винятковий внесок у розвиток хорватських збройних сил і конкретні досягнення в сфері керівництва та командування хорватськими збройними силами.
Орден має тільки один ступінь. Названий на честь королеви Єлени, дружини і співправительки Дмитара Звонимира.

## Опис ордена
Орден виконаний у формі трилисника з золотими краями. Увінчаний у верхній частині короною, аналогічною короні на верхній частині герба Хорватії; п'ять частин корони символізують п'ять історичних регіонів Хорватії. На основі корони вибиті слова «KRALJICE JELENE» (Королева Єлена). Стрічка ордена складається з червоної, білої та синьої смуг, червона і синя прикрашені переплетеним орнаментом. У центрі зірки ордена знаходиться зображення ордена, обрамлене золотими і срібними променями.

## Нагороджені
- Шейха Моза бінт Насер аль-Міснед (2017)
- Борис Шпрем (посмертно, 2012)
- Соня (королева Норвегії) (12 травня 2011)[1]
- Лука Бебич (15 червня 2008)[2]
- Іво Санадер (15 червня 2008)[2]
- Йосип Манолич (15 червня 2008)[2]
- Івиця Рачан (посмертно, 9 травня 2008)[3]
- Фукуда Ясуо (5 лютого 2008)[4]
- Мікулаш Дзурінда (11 грудня 2007)[5]
- Вольфганг Шюссель (11 грудня 2007)[5]
- Гельмут Коль (11 жовтня 2006)[6]
- Герхард Шредер (11 жовтня 2006)[6]
- Жозеп Боррель (11 жовтня 2006)[6]
- Вілфрід Мартенс (11 жовтня 2006)[6]
- Ганс-Герт Петтерінг (11 жовтня 2006)[6]
- Хенрік (принц Данський) (31 жовтня 2003)[7]
- Йожеф Анталл (1 березня 2003)[8]
- Мадлен Олбрайт (21 липня 2000)[9]
- Мати Тереза (22 серпня 1995)[10]
- Алія Ізетбегович (28 травня 1995)[11]
- Крешимір Зубак (28 травня 1995)[11]